# چارلز فرناندو باسیلیو دا سیلوا
چارلز فرناندو باسیلیو دا سیلوا (به پرتغالی: Charles Fernando Basílio da Silva) هافبک اهل برزیل است که در شهر ریودو ژانیرو و در تاریخ ۱۴ فوریهٔ ۱۹۸۵ به دنیا آمده‌است.
چارلز فرناندو باسیلیو دا سیلوا در تیم‌های فوتبال کروزیرو سابقهٔ حضور دارد.